# Marsa Alam
Marsa Alam (în arabă مرسى علم, transliterat: Marsā ʿAlam, AFI: [ˈmæɾsæ ˈʕælæm], lit. 'Harbor of the Mountain') este un oraș din sud-estul Egiptului, situat pe malul vestic al Mării Roșii. În prezent [când?] vede o popularitate în creștere rapidă ca destinație turistică și dezvoltare după deschiderea Aeroportului Internațional Marsa Alam în 2003.
Datorită apei sale cristaline și plajelor sale cu nisip alb, este cunoscută și sub numele de „Maldivele egiptene”.
Printre cele mai faimoase plaje din jurul Marsa Alam se numără plaja Abu Dabab. În Abu Dabab, țestoasele sunt o vedere comună. Pentru turiștii care doresc să vadă ceva mai puțin tipic, există animale sălbatice marine precum peștii crocodil și caracatițele.
Marsa Alam este, de asemenea, cunoscută ca destinație de clasă mondială pentru kitesurfing și punct de plecare pentru safari.
Marsa Alam are, de asemenea, câteva atracții interioare, cum ar fi Minele de Smarald și Templul lui Seti I la Khanais.